# Puigmajor (Perafita)
Mas Puigmajor és una casa de Perafita (Lluçanès) inclosa a l'Inventari del Patrimoni Arquitectònic de Catalunya.

## Descripció
Edifici de tres pisos, de planta rectangular i teulada a doble vessant. Els murs són fets de pedra irregular i morter, molt escàs a la part superior de la construcció cosa que demostra diferents fases constructives. Les obertures estan perfilades de construcció de maó. Adossat a la part dreta de la façana hi ha un cos també rectangular que fa porxo al segon pis i pàrquing i cort al primer. Altres constriccions annexes, usades de corts o de paller, donen a la casa un aspecte més grand.